# Open de Baleares
Het Open de Baleares was van 1988 - 1995 een golftoernooi van de Europese Tour. De naam van het toernooi is bijna jaarlijks veranderd, en het werd op verschillende banen op Mallorca, het grootste eiland van de Balearen, gespeeld. Drie van de eerste vijf edities werden gewonnen door Severiano Ballesteros. Het prijzengeld bereikte een hoogtepunt in 1993. In 1995 was dit toernooi een van de drie kleinste toernooien van de Tour.
In 2003 kwam de Europese Tour voor vijf jaar terug op Mallorca met de Mallorca Classic.

## Winnaars
| Jaar                              | Baan                             | Winnaar                   | Score                     |
| Mallorca Open De Baleares         | Mallorca Open De Baleares        | Mallorca Open De Baleares | Mallorca Open De Baleares |
| --------------------------------- | -------------------------------- | ------------------------- | ------------------------- |
| 1988                              | Santa Ponsa Golf I, Santa Ponça  | Seve Ballesteros po       | 272 (-16)                 |
| Open Renault de Baleares          |                                  |                           |                           |
| 1989                              | Santa Ponsa Golf I, Santa Ponça  | Ove Sellberg              | 279 (-9)                  |
| 1990                              | San Vida Golf, Palma de Mallorca | Seve Ballesteros          | 269 (-19)PO               |
| Open de Baleares                  |                                  |                           |                           |
| 1991                              | Santa Ponsa Golf I, Santa Ponça  | Gavan Levenson            | 282 (-6)                  |
| Turespana Open de Baleares        |                                  |                           |                           |
| 1992                              | Santa Ponsa Golf I, Santa Ponça  | Seve Ballesteros          | 277 (-11)PO               |
| Turespana Iberia Open de Baleares |                                  |                           |                           |
| 1993                              | Santa Ponsa Golf I, Santa Ponça  | Jim Payne                 | 277 (-11)PO               |
| Turespana Open de Baleares        |                                  |                           |                           |
| 1994                              | San Vida Golf, Palma de Mallorca | Barry Lane                | 269 (-19)                 |
| 1995                              | Santa Ponsa Golf II, Santa Ponça | Greg Turner               | 274 (14)                  |

Drie keer is het toernooi met een play-off geëindigd waarbij de winnaar een Zweedse speler versloeg. In 1990 won Ballesteros van Magnus Persson en in 1992 van Jesper Parnevik. In 1993 versloeg Payne Anders Gillner.